# والریو ناوا
والریو ناوا (انگلیسی: Valerio Nava؛ زادهٔ ۱۷ ژانویهٔ ۱۹۹۴) بازیکن فوتبال اهل ایتالیا است.
از باشگاه‌هایی که در آن بازی کرده‌است می‌توان به باشگاه فوتبال کارپی، باشگاه فوتبال آسکولی، باشگاه فوتبال چیتادلا، باشگاه فوتبال آتالانتا، باشگاه فوتبال نووارا، و باشگاه فوتبال اسپال اشاره کرد.
وی همچنین در تیم ملی فوتبال زیر ۲۰ سال ایتالیا بازی کرده‌است.